# Жозе-Райдан
Жозе-Райдан (порт. José Raydan) — муниципалитет в Бразилии, входит в штат Минас-Жерайс. Составная часть мезорегиона Вали-ду-Риу-Доси. Входит в экономико-статистический микрорегион Песанья. Население составляет 3564 человека на 2006 год. Занимает площадь 181,407 км². Плотность населения — 19,6 чел./км².

## Статистика
- Валовой внутренний продукт на 2003 год составляет 11 163 549,00 реалов (данные: Бразильский институт географии и статистики).
- Валовой внутренний продукт на душу населения на 2003 год составляет 3099,26 реалов (данные: Бразильский институт географии и статистики).
- Индекс развития человеческого потенциала на 2000 год составляет 0,625 (данные: Программа развития ООН).